# 奈良岡彩子
奈良岡 彩子（ならおか さいこ、1990年2月6日 - ）は、青森県出身の元女子競輪選手、元女子ソフトボール選手。日本競輪学校（当時。以下、競輪学校）第104期生。日本競輪選手会神奈川支部所属（デビュー当初は青森支部所属）、ホームバンクは川崎競輪場。

## 経歴
青森県立弘前実業高等学校を経て、2008年にルネサス高崎に外野手として入団。同チーム在籍時代は上野由岐子らとともに全日本総合女子ソフトボール選手権大会の2年連続優勝などに貢献した。
2010年、女子競輪が2012年に復活することに興味を示したことを理由に、ルネサスを退社。
2011年2月25日に競輪学校第102期試験に合格。同年5月に競輪学校に入校したが卒業できず、同校104期に編入された後、2013年3月29日に卒業した。在校競走成績は10位（13勝）。
2013年4月10日、日本競輪選手会青森支部所属の競輪選手として登録された。同年5月11日、松戸競輪場でデビューし5着。同年9月6日、青森競輪場で初勝利を挙げた。
2014年4月4日、豊橋競輪場で初優勝。
2022年4月4日付けで、日本競輪選手会神奈川支部に移籍。
晩年は競走成績不振による代謝制度の対象となり、2025年6月21日のいわき平FII（ミッドナイト）最終日第1レース（ガ一般）7着をラストレースとした。
2025年7月17日、選手登録消除。現役時代の通算戦績は、912戦99勝、優勝13回。
今後は鍼灸師の道を歩む予定。